# Luigi Gatti
Luigi Gatti (Lazise, 11 de junio de 1740 – Salzburgo, 1 de marzo de 1817) fue un compositor italiano que desarrolló su obra en la segunda mitad del siglo XVIII, perteneciendo por lo tanto al periodo clásico de la historia de la música.

## Biografía
En 1768 presentó en Mantua su primera ópera Alessandro nell’Indie, con libreto de Metastasio, y ese mismo año fue contratado como cantante (tenor) del coro de la iglesia de Santa Bárbara, dirigido por Giovanni Battista Pattoni. 
El 3 de diciembre de 1769 con la cantata Virgilio e Manto inauguró el Teatro Scientifico, sede de la Academia de Mantua, con la que seguirá colaborando hasta finales de 1783.
En 1770 conoció al joven Mozart durante el viaje que éste realizó por Italia.

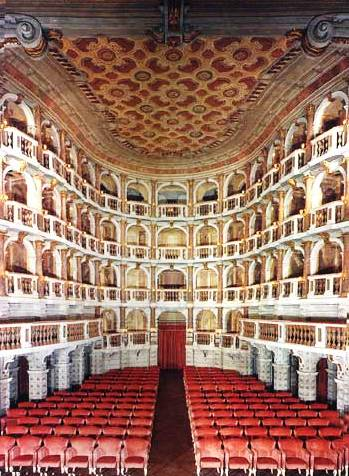
Interior del Teatro Scientifico de Mantua.

En 1773 sucedió a Pattoni como maestro de capilla de Santa Bárbara, cargo que ostentó hasta el 14 de febrero de 1783 en que fue nombrado maestro de capilla de la catedral de Salzburgo. Este último nombramiento levantó los celos profesionales de Leopold Mozart
En Salzburgo compuso numerosas obras sacras en donde destaca una Creación basada en la obra homónima de Franz Josef Haydn; así mismo fue director del coro de voces blancas de la catedral, cargo que ocuparía hasta su muerte acaecida en 1817.

## Consideraciones musicales
Las composiciones de Gatti que han llegado hasta nosotros se caracterizan por su fluidez melódica, flexibilidad rítmica y dulzura. Él compuso en la misma línea que sus contemporáneos, pero aportó numerosas novedades en la estructura y ritmo musical de sus obras.

## Composiciones

### Óperas
- Alessandro nell’Indie, libreto de Pietro Metastasio, 1768, Mantua.
- Nitteti, libreto de Pietro Metastasio, 1773, Mantua.
- Armida, libreto de Giovanni De Gamerra, 1775, Mantua.
- L’Olimpiade, libreto de Pietro Metastasio, 1775, Salzburgo.
- Antigono, libreto de Pietro Metastasio, 1781, Milán.
- Demofoonte, libreto de Pietro Metastasio, 1787, Mantua.

### Otra música vocal
- Virgilio e Manto (cantata, 1769, Mantua)
- Il certame (cantata, 1771, Mantua)
- Cantata per il matrimonio dell'Arciduca Ferdinando (cantata, 1775, Mantua)
- Cantata in lode del Principe Arcivescovo di Olmütz (cantata, 1778, Mantua)
- L'isola disabitata (cantata, texto de Pietro Metastasio, 1783, Salzburgo)
- Cantata per il glorioso anniversario del ingresso in Salisburgo di l'Arcidurca Ferdinando (cantata, c 1804 Salzburgo)
- Cantata per le nozze dell'imperatore Francesco I con Luigia d'Este (cantata, 1808)
- Inno per una voce e pianoforte (texto en alemán, 1812, Salzburgo)
- Cantata per il giorno dell'Epifania (cantata)
- Ah! Se a me fosse concesso (cantata para soprano y orquesta, Mantua)
- Christus verurtheilet per 4 voci (Salzburgo)
- Cantata tedesca per Hyeronimus Coloredo (cantata)
- Il sacrificio ad amore (cantata)

### Oratorios
- La madre dei Maccabei (1775, Mantua)
- Il martirio dei Santissimi Nazario e Celso (Brescia, 1780)
- Il voto di Jefte (1794; musicado en colaboración con Luigi Caruso)
- Abel's Tod (1806, Salzburgo)
- Il trionfo di Gedeone

### Música sacra
- 20 Misas
- Réquiem
- 3 Letanías
- 18 Vísperas
- 48 Ofertorios
- 2 Regina coeli
- 2 Miserere
- 2 Te Deum

- Concierto en do mayor para piano y orquesta
- Concierto para clavecín, fagot y violín
- Concierto para clavecín y orquesta
- 2 sinfonías

### Música instrumental
- Concierto en re mayor para 2 violines, violonchelo y orquesta.
- Concierto para piano y orquesta en do mayor.
- Concierto en fa mayor para fagot y orquesta
- Obertura en re mayor
- Concierto para violín, viola, violonchelo,  bajo, 2 oboes, 2 cornos y orquesta
- Serenata para 2 violines, oboe, 2 cornos, fagot y cuerda (1792, Salzburgo)
- Adagio para oboe y orquesta
- Marcha para flauta y cuerda
- 2 Septetos para oboe y cuerda
- Sexteto
- Quinteto para oboe y cuerda
- Cuarteto para oboe y cuerda
- Cuarteto para oboe, violín, viola y bajo continuo (1806)
- Trío para clarinete, viola y violonchelo
- Trío para 2 flautas y bajo
- Divertimento para 2 flautas y bajo
- Divertimento para violín, violonchelo y bajo
- Divertimento para violín, corno y clavecín
- Adagio para  órgano y violonchelo
- 7 sonatas para violín y viola
- Sonata para flauta y viola
- Sonata para clavecín y violonchelo
- Sonata para flauta/violín, violonchelo y clavecín

### Ballets
- Germanico in Germania (1777, Milán)
- Il ratto delle Sabine (1780, Mantua)
- La grotta di Merlino (1808, Salzburgo)